# Ali Asadov
Ali Hidayat oğlu Asadov (Bacu, 30 de novembro de 1956) é um político do Azerbaijão, é o atual primeiro-ministro do Azerbaijão, desde outubro de 2019. Assumiu o cargo após a renúncia do então primeiro-ministro, Novruz Mammadov.